# Paracentropogon vespa
Paracentropogon vespa är en fiskart som beskrevs av Ogilby, 1910. Paracentropogon vespa ingår i släktet Paracentropogon och familjen Tetrarogidae. IUCN kategoriserar arten globalt som livskraftig. Inga underarter finns listade i Catalogue of Life.